# Siertuin

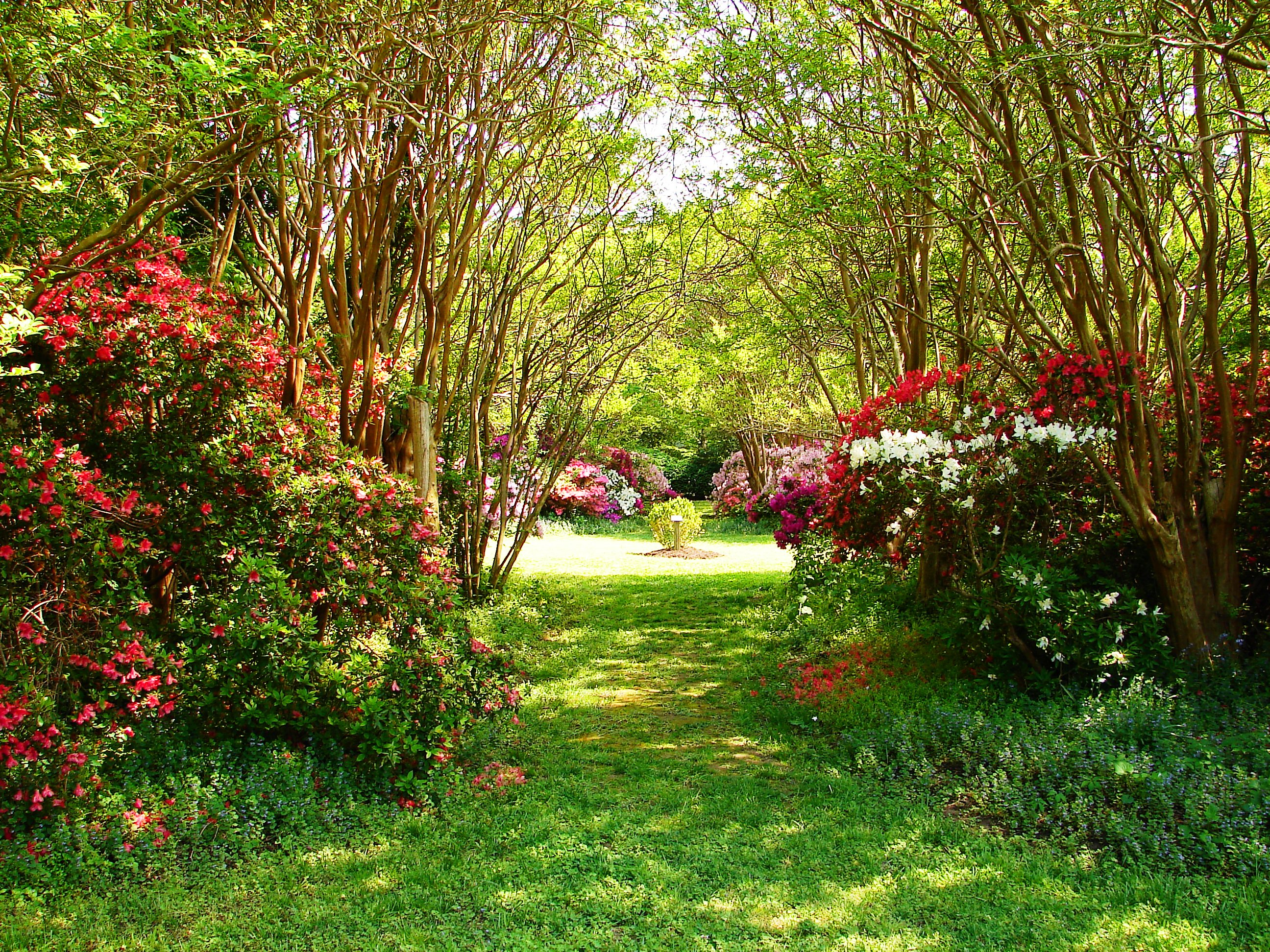
Een deel van een siertuin

Een siertuin is een tuin waar (sier)planten groeien. Het doel van het aanplanten en verzorgen van sierplanten is de esthetische waarde van de tuin te verhogen en de bezoekers ervan te laten genieten. Bijna ieder benedenhuis heeft wel zo'n tuintje, soms niet groter dan enkele vierkante meters.
Siertuinen hebben vaak een gazon omringd door borders. Voor kinderen is er soms een zandbak aanwezig en wat speeltoestellen, zoals een schommel. Een tuin kan niet-beplante delen bevatten (bijvoorbeeld een terras) of helemaal begroeid zijn. Afhankelijk van de grootte van de tuin kunnen in een siertuin eenjarige of tweejarige planten, bollen, vaste planten, heesters, coniferen en loofbomen staan. Meestal is een siertuin goed zichtbaar vanuit het huis, en soms is verlichting voor zicht in de avonden. Grote tuinen kunnen vijvers, vlonders, zitkuilen en watervallen hebben.
Voor het ontwerp kan worden gekozen voor een tuinarchitect. Bekende Nederlandse tuinontwerpers zijn Mien Ruys, Ton ter Linden en Piet Oudolf. Bekende Vlaamse ontwerpers zijn Anouk Van Den Thoog en Rita Gaassaf. Het aanleggen en onderhouden kan worden gedaan door een hovenier. Het inrichten en verzorgen van een tuin wordt tuinieren genoemd.